# Say "I love you"
Say "I love you" (好きっていいなよ。?, Suki-tte ii na yo., lett. «Di' "ti amo".») è un manga scritto e disegnato da Kanae Hazuki, serializzato sulla rivista Dessert di Kōdansha dal numero di aprile 2008 a quello del 24 luglio 2017. In Italia la serie è pubblicata dall'etichetta GP Manga di Edizioni BD fino al volume 12 e dall'etichetta Goen di RW Edizioni dal volume 13 alla conclusione. Un adattamento anime, prodotto dalla Zexcs, è stato trasmesso in Giappone tra il 6 ottobre e il 30 dicembre 2012.

## Trama
Mei Tachibana è una sedicenne silenziosa e timida, che ha trascorso gli anni delle scuole superiori senza stringere alcuna amicizia, a causa di un incidente accaduto durante l'infanzia e che l'ha convinta che tutte le persone prima o poi tradiscono. Tuttavia il suo popolarissimo compagno Yamato Kurosawa, inizia ad interessarsi a lei, abbattendo le sue difese e conquistando la sua fiducia, convincendola anche a diventare amica di altre persone.

## Personaggi
Mei Tachibana (橘 めい?, Tachibana Mei)
Doppiata da: Ai Kayano
Per sedici anni non ha mai avuto amici, né tantomeno un fidanzato. Ha sempre vissuto senza fidarsi di nessuno, ma si sta innamorando di Yamato che, per qualche ragione si preoccupa per lei. Perciò ha deciso di mettersi con lui.
Yamato Kurosawa (黒沢 大和?, Kurosawa Yamato)
Doppiato da: Takahiro Sakurai
È il più corteggiato della scuola, piace molto, ma si è inspiegabilmente innamorato di Mei, una ragazza di un'altra classe, dal carattere cupo, che è considerata da tutti decisamente strana.
Asami Oikawa (及川 あさみ?, Oikawa Asami)
Doppiata da: Risa Taneda
È la prima amica di Mei. A differenza degli altri si comporta in maniera normale. In passato andava dietro a Yamato, ma adesso sta con Nakanishi, un amico di Yamato, e sono innamoratissimi.
Kenji Nakanishi (中西 健志?, Nakanishi Kenji)
Doppiato da: Nobunaga Shimazaki
È il migliore amico di Yamato ed ama alzare le gonne alle ragazza, così sarà anche il primo incontro con Mei. È follemente innamorato di Asami, ma lei presta più attenzione a Yamato, anche se i due si metteranno insieme più tardi nella serie.
Aiko Mutō (武藤 愛子?, Mutō Aiko)
Doppiata da: Yumi Uchiyama
È stata la prima rivale di Mei. Visto che anche a lei piaceva Yamato, ne era gelosa, ma adesso è una sua cara amica. Sta con Masashi, che è sempre stato innamorato di lei.
Megumi Kitagawa (北川 めぐみ?, Kitagawa Megumi)
Doppiata da: Minako Kotobuki
Una teenager modella appena trasferita nella loro scuola. Sembra una ragazza perfetta, ma ha un passato difficile per colpa del suo aspetto. Innamorata pazza di Yamato, tanto da chiamarlo "principe" e cercherà in tutti i modi di portarlo via a Mei.
Kai Takemura (竹村 海?, Takemura Kai)
Doppiato da: Tomoaki Maeno
In passato è stato vittima di atti di bullismo. Era un compagno di classe di Yamato durante le scuole medie. Ha perso un anno di scuola per allenarsi e diventare più forte, per questo motivo è in una classe inferiore a quella dell'amico Yamato. Si è innamorato di Mei e le ha fatto una dichiarazione d'amore.

## Media

### Manga
Il manga, scritto ed illustrato da Kanae Hazuki, ha iniziato la serializzazione sul numero di aprile 2008 della rivista Dessert della Kōdansha. Il primo volume tankōbon è stato reso disponibile l'11 agosto 2008 mentre l'ultimo il 13 settembre 2017. Sul suolo italiano i diritti sono stati acquistati il 25 ottobre 2010 dalla GP Manga, che dopo la messa in vendita del decimo volume ne ha interrotto la pubblicazione. In seguito la serie è stata ripresa dalla RW Edizioni sotto l'etichetta Goen. 

#### Volumi
| Nº | Data di prima pubblicazione               | Data di prima pubblicazione                                                 | Data di prima pubblicazione | Data di prima pubblicazione |
| Nº | Giapponese                                | Giapponese                                                                  | Italiano                    | Italiano                    |
| -- | ----------------------------------------- | --------------------------------------------------------------------------- | --------------------------- | --------------------------- |
| 1  | 11 agosto 2008                            | ISBN 978-4-06-365517-9                                                      | 23 gennaio 2011             | ISBN 978-88-6468-228-0      |
| 2  | 2 febbraio 2009                           | ISBN 978-4-06-365542-1                                                      | 27 febbraio 2011            | ISBN 978-88-6468-229-7      |
| 3  | 10 agosto 2009                            | ISBN 978-4-06-365565-0                                                      | 24 aprile 2011              | ISBN 978-88-6468-230-3      |
| 4  | 13 gennaio 2010                           | ISBN 978-4-06-365585-8                                                      | 30 giugno 2011              | ISBN 978-88-6468-231-0      |
| 5  | 13 luglio 2010                            | ISBN 978-4-06-365612-1                                                      | 30 agosto 2011              | ISBN 978-88-6468-232-7      |
| 6  | 13 gennaio 2011 (ed. regolare & speciale) | ISBN 978-4-06-365637-4 (ed. regolare) ISBN 978-4-06-362179-2 (ed. speciale) | 22 ottobre 2011             | ISBN 978-88-6468-436-9      |
| 7  | 13 luglio 2011                            | ISBN 978-4-06-365655-8                                                      | 17 dicembre 2011            | ISBN 978-88-6468-437-6      |
| 8  | 13 gennaio 2012                           | ISBN 978-4-06-365677-0                                                      | 26 maggio 2012              | ISBN 978-88-6468-720-9      |
| 9  | 24 luglio 2012                            | ISBN 978-4-06-365699-2                                                      | 15 dicembre 2012            | ISBN 978-88-6468-864-0      |
| 10 | 11 gennaio 2013                           | ISBN 978-4-06-365719-7                                                      | 31 gennaio 2014             | ISBN 978-88-6634-836-8      |
| 11 | 24 luglio 2013 (ed. regolare & limitata)  | ISBN 978-4-06-365744-9 (ed. regolare) ISBN 978-4-06-358449-3 (ed. limitata) | 25 settembre 2014           | ISBN 978-88-6883-065-6      |
| 12 | 13 febbraio 2014                          | ISBN 978-4-06-365762-3                                                      | 6 giugno 2015               | ISBN 978-88-6883-265-0      |
| 13 | 24 luglio 2014                            | ISBN 978-4-06-365780-7                                                      | 25 novembre 2016            | ISBN 978-88-6712-614-9      |
| 14 | 13 aprile 2015                            | ISBN 978-4-06-365806-4                                                      | 23 dicembre 2016            | ISBN 978-88-6712-628-6      |
| 15 | 13 ottobre 2015                           | ISBN 978-4-06-365836-1                                                      | 10 marzo 2017               | ISBN 978-88-6712-650-7      |
| 16 | 13 aprile 2016                            | ISBN 978-4-06-365859-0                                                      | 5 gennaio 2019              | ISBN 978-88-6712-684-2      |
| 17 | 13 ottobre 2016                           | ISBN 978-4-06-365881-1                                                      | 30 maggio 2020              | ISBN 978-88-6712-831-0      |
| 18 | 13 settembre 2017                         | ISBN 978-4-06-365930-6                                                      | 30 maggio 2020              | ISBN 978-88-6712-858-7      |

### Anime

Logo della serie

La serie televisiva anime, prodotta dalla Zexcs e diretta da Takuya Satō, è andata in onda dal 6 ottobre al 30 dicembre 2012. Le sigle di apertura e chiusura sono rispettivamente Friendship di Ritsuko Okazaki e Slow Dance di Suneohair. In America del Nord i diritti sono stati acquistati dalla Sentai Filmworks. Un episodio OAV è stato pubblicato il 24 luglio 2013 con l'edizione limitata dell'undicesimo volume del manga.

#### Episodi
| Nº  | Titolo italiano (traduzione letterale) Giapponese 「Kanji」 - Rōmaji    | In onda          | In onda |
| Nº  | Titolo italiano (traduzione letterale) Giapponese 「Kanji」 - Rōmaji    | Giapponese       |         |
| 1   | Ci siamo baciati 「キスをした」 - Kisu o shita                          | 6 ottobre 2012   |         |
| 2   | Il sapore del pollo fritto 「唐あげ味の」 - Karaage aji no              | 13 ottobre 2012  |         |
| 3   | Se ci si fida delle persone... 「人を信じれば…」 - Hito o shinjireba... | 20 ottobre 2012  |         |
| 4   | Loro hanno delle cicatrici 「傷が、ある」 - Kizu ga, aru                | 27 ottobre 2012  |         |
| 5   | Proprio così 「このままが」 - Konomama ga                               | 3 novembre 2012  |         |
| 6   | Perché 「どうして」 - Dōshite                                           | 10 novembre 2012 |         |
| 7   | Ti amo davvero 「好き、なのに」 - Suki, nanoni                          | 17 novembre 2012 |         |
| 8   | Inesperti in amore 「恋愛初心者」 - Ren'ai shoshinsha                   | 24 novembre 2012 |         |
| 9   | Tutti quanti 「それぞれの」 - Sorezore no                               | 1º dicembre 2012 |         |
| 10  | Nient'altro 「他には何も」 - Hoka ni wa nani mo                         | 8 dicembre 2012  |         |
| 11  | Sfilata 「パレード」 - Parēdo                                           | 15 dicembre 2012 |         |
| 12  | Ti proteggerò 「守ってるよ」 - Mamotteru yo                             | 22 dicembre 2012 |         |
| 13  | Di' "ti amo". 「好きっていいなよ.」 - Suki-tte ii na yo.                | 29 dicembre 2012 |         |
| OAV |                                                                         |                  |         |
| 14  | Qualcuno 「誰かが」 - Dareka ga                                         | 24 luglio 2013   |         |